# Abel (krater księżycowy)
Abel – krater księżycowy, leżący w południowo-wschodniej części widocznej z Ziemi strony Księżyca. Leży na południe od krateru Barnard, na północno-zachodnim krańcu Mare Australe.
Ściana krateru uległa zniszczeniu w procesie erozji i przez kolejne uderzenia, obecnie przypomina nieregularny wielokąt. Krater satelitarny Abel A zachodzi na południowy brzeg, Abel M i Abel L na zachodni.
Wschodnia powierzchnia krateru została pokryta nową nawierzchnią przez późniejsze strumienie lawy, zostawiając stosunkowo gładką, płaską powierzchnię z niskim albedo. Pozostałości małego brzegu krateru znajdują się obok północno-wschodniej ściany. Zachodnia powierzchnia ma bardziej chropowatą w teksturę i pasuje do albedo okolicznej powierzchni.

## Satelickie kratery
| Abel | Szerokość | Długość | Średnica |
| ---- | --------- | ------- | -------- |
| A    | 36,6° S   | 86,0° E | 19 km    |
| B    | 36,7° S   | 82,8° E | 41 km    |
| C    | 36,0° S   | 81,0° E | 31 km    |
| D    | 37,7° S   | 87,7° E | 30 km    |
| E    | 37,8° S   | 86,5° E | 13 km    |
| J    | 35,5° S   | 79,0° E | 11 km    |
| K    | 35,0° S   | 77,2° E | 9 km     |
| L    | 34,4° S   | 82,6° E | 67 km    |
| M    | 32,2° S   | 83,6° E | 81 km    |